# Michelle Eisner
Michelle Eisner ist eine Kriminalfilmreihe mit Ann-Kathrin Kramer als BKA-Profilerin in der Titelrolle, die von 1999 bis 2003 auf Sat.1 ausgestrahlt wurde.

## Hintergrund
Die Kriminalfilmreihe startete mit dem im Mai 1999 erstgesendeten Erotikthriller Callboys – Jede Lust hat ihren Preis, der ursprünglich als Einzelfilm gedacht war. Der Film kam bei seiner Erstsendung auf einen Marktanteil von 21 %.  Aufgrund des hohen Zuschauerzuspruchs entstand unter Leitung der Produzenten Karl Eberhard Schäfer und Norbert Walter eine Krimireihe, die nach dem dritten Film, der im April 2003 seine Erstausstrahlung hatte, eingestellt wurde. Das zuständige Produktionsunternehmen war die U5 Filmproduktion.
Für die zweite Folge der Reihe, Messerscharf – Tödliche Wege der Liebe, diente der gleichnamige im Jahr 2000 erschienene Roman von Silvia Kaffke als Vorlage.
Im Mittelpunkt der Reihe stand die von Ann-Kathrin Kramer dargestellte BKA-Profilerin Michelle Eisner aus Frankfurt, die wegen ihrer unkonventionellen Ermittlungsmethoden bei der Aufklärung der Mordfälle, in denen sie ermittelt, oft in diese persönlich hineingezogen wird. Zu Eisners Stärken zählen ihr flexibles Denken, ihre Ausdauer und ihre Zielstrebigkeit.

## Episodenliste
| Nr. | Originaltitel                          | Erstausstrahlung | Regie                | Drehbuch                     |
| --- | -------------------------------------- | ---------------- | -------------------- | ---------------------------- |
| 1   | Callboys – Jede Lust hat ihren Preis   | 11. Mai 1999     | Christiane Balthasar | Eckart Ziedrich              |
| 2   | Messerscharf – Tödliche Wege der Liebe | 5. März 2002     | Angeliki Antoniou    | Britta Stöckle               |
| 3   | Der Auftrag – Mordfall in der Heimat   | 8. Apr. 2003     | Erwin Keusch         | Claudia Fink Norbert Kerkhey |